# Netscape Navigator
Netscape Navigator — браузер, розробник — компанія Netscape Communications. Пізніше став основою для створення Mozilla Firefox.
Браузер Netscape Navigator — один із найстаріших програмних продуктів такого плану. Перші бета-версії Netscape Navigator, ще під назвою Mosaic, виходили в 1994 році. Умовно історія браузера поділяється на класичні версії, версії Netscape, засновані на Mozilla, та версії Netscape, засновані на Mozilla Firefox.
28 грудня 2007 року компанія AOL, останній власник Netscape Navigator, оголосила про припинення підтримки й розробки браузера.

## Класичні версії Netscape

### Netscape Navigator (версії 1.0— 4.08)
Перші бета-версії браузера, випущені в 1994 році, називалися Mosaic, потім Mosaic Netscape, поки через Національний суперкомп'ютерний центр (англ. National Center for Supercomputing Applications), творця NCSA Mosaic, у розробці якого брали участь багато засновників Netscape, назва програми була змінена на Netscape Navigator. Компанія-розробник також змінила назву з Mosaic Communications Corporation на Netscape Communications Corporation.
На момент створення браузер мав найширші можливості, що забезпечило йому лідерство на ринку, попри те, що він існував у вигляді бета-версії. Після випуску версії 1.0 частка на ринку продовжила стрімке зростання. У версію 2.0 була вбудована повнофункціональна програма для роботи з електронною поштою. Netscape перетворився з просто браузера в сімейство програм для роботи в Інтернеті. Протягом цього періоду сам браузер і сімейство програм мали одну назву — Netscape Navigator. У цей час AOL почала включати у своє програмне забезпечення оглядач Microsoft Internet Explorer.
Версія 3.0 (бета-версія мала кодове ім'я Atlas) була першою, яка змогла прийняти виклик Microsoft Internet Explorer 3.0. По оцінках багатьох фахівців, Netscape 3.0 став браузером номер один у світі на той момент. Цей реліз існував також у версії Gold, що містила WYSIWYG — HTML-редактор, який пізніше став стандартною функцією Netscape Communicator. Netscape 3.0 пропонував безліч нових функцій, таких як плагіни, кольорові фони таблиць, елемент applet. Остання версія була під номером 3.04.

### Netscape Communicator (версії 4.0— 4.8)
З випуском Netscape 4 була вирішена проблема однакової назви власне браузера і всього сімейства програм: сімейство програм було перейменоване в Netscape Communicator.
Після випуску п'яти попередніх релізів (у 1996—1997 роках) в червні 1997 року Netscape Corp. випустила фінальну версію Netscape Communicator. Ця версія була заснована на оновленому коді Netscape Navigator 3; були додані такі можливості, як підтримка деяких елементів CSS1, елементу object, мінімальна підтримка різних шрифтів. Версія 4.0 була доволі успішна, проте конкуренція з Internet Explorer 4.0, який мав на той час сучасніше ядро обробки HTML, посилилася. Сімейство програм Netscape Communicator включало браузер Netscape Navigator, програму для роботи з електронною поштою і новинними групами Netscape Mail and Newsgroups, адресну книгу Netscape Address Book і WYSIWYG HTML-редактор Netscape Composer.
У жовтні 1998 року була випущена версія 4.5. В новій версії з'явилися багато нових можливостей, особливо в поштовому клієнтові. При цьому ядро не оновилося і за своєю функціональністю в основному відповідало версії 4.08. Через місяць Netscape Communications Corporation була придбана корпорацією AOL.
Окремо браузер був також доступний, проте підтримка програми для Microsoft Windows припинилася після випуску версії 4.08. Окремо браузер для інших операційних систем таких, як Unix і GNU/Linux підтримувався до версії 4.8.
У січні 1998 року Netscape Communications Corporation оголосила, що всі майбутні версії будуть безкоштовними й розроблятимуться в рамках співтовариства відкритого джерельного коду (Mozilla). Також був анонсований Netscape Communicator версії 5.0 (кодова назва — Grommit).
Разом з тим загострилася проблема затримок виходу основних версій програми. В Netscape Communicator 4.x існувала велика кількість помилок обробки HTML і CSS, а об'єктна модель документа (DOM), запропонована Netscape, не знайшла підтримки в W3C, який прийняв за основу варіант, запропонований Microsoft, яка у той час була основним спонсором консорціуму. В результаті новим лідером на ринку став Microsoft Internet Explorer 4 (а пізніше — 5.0), завдяки кращій підтримці HTML 4, CSS, DOM і ECMAScript. У листопаді 1998 року робота над Netscape 5.0 була припинена і було ухвалено рішення почати розробку абсолютно нової програми з нуля.

## Версії Netscape, засновані на Mozilla

### Netscape 6 (версії 6.0— 6.2.3)
Як вже згадувалося, Netscape ухвалила рішення розробляти браузер у рамках проєкту з відкритим кодом. Була створена неофіційна група Mozilla Organization, яка в основному фінансувалася Netscape, що оплачувала роботу основної частини програмістів, зайнятих у проєкті. Ця група повинна була координувати зусилля з розробки Netscape 5, заснованого на вихідному коді Communicator. Проте застарілий код створював великі проблеми і було ухвалено рішення написати програму заново. Новий вихідний код був названий Mozilla, на основі якого з невеликими змінами був створений Netscape 6.
Рішення почати розробку браузера з нуля означало значну затримку випуску чергової версії. У цей час Netscape була поглинена корпорацією AOL, яка, діючи під тиском проєкту вебстандартів (Web Standards Project), прискорила вихід Netscape версії 6.0, котра з'явилася в 2000 році. Сімейство програм знову складалося з браузера Netscape Navigator та інших компонентів Communicator з вбудованим клієнтом AOL Instant Messenger — Netscape Instant Messenger. Проте було ясно, що Netscape 6 ще не був готовий і працював нестабільно, оскільки ґрунтувався на ще сирому коді Mozilla 0.6. Пізніші версії Netscape 6 були значно покращені (особливо серія 6.2.x), але браузер все ще боровся за успіх у розчарованого невдалими версіями співтовариства.

### Netscape (версії 7.0— 7.2)
Версія 7 (кодове ім'я Mach V) стала називатися просто Netscape, браузер у складі сімейства програм зберіг свою назву Netscape Navigator.
Netscape 7.0, заснований на коді Mozilla 1.0.1, був випущений в серпні 2002 року і був прямим продовженням Netscape 6 з тими ж компонентами. Деякі користувачі перейшли на нього, проте їхнє число було незначне. Однією з причин було те, що браузер Mozilla сам по собі був сильним гравцем. До того ж AOL вирішила вимкнути функцію блокування спливаючих вікон, доступну в Mozilla, що викликало обурення серед користувачів. AOL врахувала це і в наступній версії Netscape 7.01 блокування спливаючих вікон було включене. Netscape також випустила версію без компонентів AOL. Netscape 7.1 (кодове ім'я Buffy, заснований на Mozilla 1.4) був випущений в червні 2003 року.
У 2003 році AOL закрила підрозділ Netscape і звільнила або призначила на інші посади всіх співробітників, що працювали над проєктом. Проєкт Mozilla.org, проте, продовжив свій розвиток як незалежна Mozilla Foundation, прийнявши багато колишніх співробітників Netscape. AOL продовжила самостійну розробку Netscape, але оскільки команда розробників була розпущена, поліпшення були мінімальні. Рік по тому, в серпні 2004 року, була випущена остання версія Netscape — 7.2, заснована на Mozilla (1.7.2).

## Версії Netscape, засновані на Mozilla Firefox

### Netscape Browser (версії 8.0+)
Netscape 8, випущений в 2005 році, має назву Netscape Browser. Він зроблений на основі браузера Mozilla Firefox виробництва Mozilla Foundation. Останні версії містять тільки сам браузер без додаткових програм для роботи з електронною поштою і створення інтернет-сторінок. Версія 8.0 працює лише під Windows, а також підтримує роботу як з ядром Gecko, так і Trident, яке використовується в Internet Explorer.

### Netscape Navigator 9.0
Останньою версією браузера є 9.0, вона має ім'я Netscape Navigator. Перша бета-версія була випущена 5 червня 2007 року. Зараз розробляється корпорацією Netscape Communications на рушії Gecko 1.9, який використовується в Mozilla Firefox 2.0.
Netscape Navigator 9.0, не зважаючи на Gecko-основу, не має недоліків Firefox 2.0 щодо роботи з оперативною пам'яттю [джерело?]. Також браузер імпортує закладки, історію переглянутих сторінок, налаштування плагінів з Firefox, тобто Netscape Communications зробила все для комфортного переходу користувачів з Firefox на її браузер. Netscape Navigator 9.0 підтримує більшість плагінів Firefox 2.0, до нього включені всі виправлення безпеки з поточних релізів Firefox.
Браузер доступний в версіях для Windows, Mac OS X, Linux.
Але, попри купу витрачених зусиль і коштів, зважаючи на малу ринкову нішу браузера 28 грудня 2007 року компанія AOL, останній власник Netscape Navigator, оголосила про припинення підтримки і розробки браузера з 1 лютого 2008 року.

## Спадщина
Внеском компанії Netscape в розвиток мережі Інтернет є JavaScript, який був представлений як новий стандарт для Ecma International. Отримана специфікація ECMAScript дозволила надати підтримку JavaScript у декількох тодішніх веббраузерах і дати поштовх до його використання як крос-браузерної мови сценаріїв і після остаточної втрати Netscape Navigator долі на ринку. Іншим прикладом може служити тег FRAME, який широко підтримується і сьогодні, включений в офіційні вебстандарти, такі як специфікації «HTML 4.01 Frameset».
У колонці журналу «PC World» 2007 року оригінальний Netscape Navigator названо «найкращим технічним продуктом усіх часів» через його вплив на Інтернет.